# Björn Nord
Björn Nord, född 5 april 1972 i Huddinge, Sverige, är en svensk före detta ishockeyspelare som spelade sammanlagt 12 säsonger för Djurgårdens IF, med vilka han vann SM guld säsongen 1999/00.
Nord började spela ishockey i Huddinge IK, där han spelade i två säsonger för A-laget då han inför säsongen 1992/93 värvades av elitserielaget Djurgårdens IF. Han spelade i laget fram tills 2004 då han pensionerades, av den anledningen att han under säsongen 2003 drabbades av en inflammation i blygdbensfogen. Nord spelade säsongen 2000/01 för det tyska ishockeylaget Nurnberg Ice Tigers, för vilka han svarade för 21 poäng (varav 5 mål) på 56 spelade matcher.
Nord valdes som den 289:e spelaren totalt i NHL Entry Draft 2000 av Washington Capitals.
Nord har efter sin aktiva spelarkarriär arbetat som ishockeytränare. 

## Karriär
- 1990/1991  Huddinge IK, Hockeyallsvenskan, Kvalserien till Elitserien i ishockey 1991
- 1991/1992  Huddinge IK, Division I i ishockey 1991/1992, Hockeyallsvenskan, Kvalserien till Elitserien i ishockey 1992
- 2000/01    Nurnberg Ice Tigers, DEL
- 1992-2004  Djurgården Hockey, Elitserien